# Кашкадарьинский областной комитет КП Узбекистана
Кашкадарьинский областной комитет КП Узбекистана — орган управления Кашкадарьинской областной партийной организацией КП(б) — КП Узбекистана (1943—1960 и 1964—1991 годы).
Кашкадарьинская область впервые образована 20.01.1943 из части Бухарской, 25.01.1960 передана в состав Сурхандарьинской области, 7.02.1964 вновь восстановлена, с 8.12.1992 Кашкадарьинский вилайет. Центр — г. Карши.
С 1943 по (?) выходила «Кашкадарьинская правда» — орган обкома и горкома КП Узбекистана, областного и городского Советов депутатов трудящихся.

## Первые секретари обкома
- 1943—1945 — Худайкул Ходжибеков
- 1945—1948 — Нигмат Мангутов
- 1948-1950 — Бекеш Насыров
- 1950–01.1952 — Арзи Махмудов
- 01.1952–01.1956 — Рахманкул Курбанов
- 01.1956–1960 — Манап Гулямов
- 1960—1964 — Сурхандарьинский областной комитет КП Узбекистана
- 1964—1968 — Салахитдин Асамов
- 1968—1983 — Рузмет Гаипов
- 17.02.1984–27.12.1986 — Нармумин Турапов
- 27.12.1986–27.07.1989 — Ислам Каримов
- 27.07.1989–05.1991 — Алихан Атаджанов
- 05.1991–1991 — Темир Хидиров